# Lagardelle-sur-Lèze
Lagardelle-sur-Lèze är en kommun i departementet Haute-Garonne i regionen Occitanien i södra Frankrike. Kommunen ligger i kantonen Portet-sur-Garonne som tillhör arrondissementet Muret. År 2022 hade Lagardelle-sur-Lèze 3 304 invånare.

## Befolkningsutveckling
Antalet invånare i kommunen Lagardelle-sur-Lèze
Referens:INSEE